# العلم الانفعالي
العلم الانفعالي هو العلم الذي يكون مستفادا من الوجود الخارجي كعلمنا بالسماء والأرض والمسجد المصنوع الموجود في الخارج، ولذا وقع في بعض الكتب العلم الفعلي ما لا يؤخذ من الغير والعلم الانفعالي ما يؤخذ من الغير.